# Michał II Kurkuas
Michał II Kurkuas, gr. Μιχαήλ Β΄ Κουρκούας – ekumeniczny patriarcha Konstantynopola w latach 1143–1146.

## Życiorys
Patriarchą został w lipcu 1143 r. Został wyznaczony na to stanowisko przez Manuela I Komnena, którego koronował na cesarza w tym samym roku. Zrezygnował w marcu 1146 w wyniku nieporozumień pomiędzy nim a cesarzem.